# St. Georg (Oberriexingen)

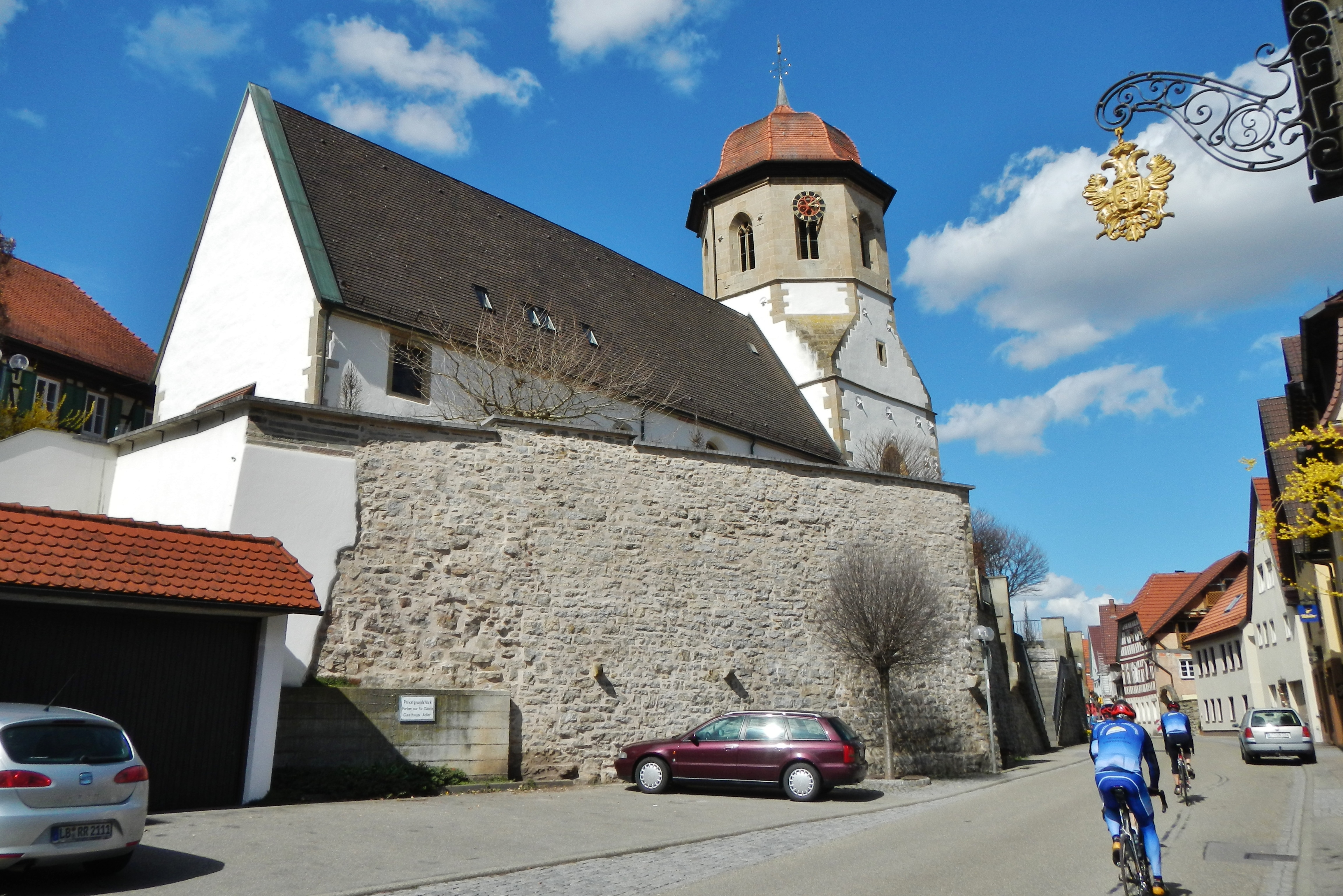
St. Georg in Oberriexingen

Die evangelische Pfarrkirche St. Georg steht in Oberriexingen, einer kleinen Stadt im Landkreis Ludwigsburg in Baden-Württemberg. Das Bauwerk ist beim Landesamt für Denkmalpflege Baden-Württemberg als Baudenkmal eingetragen. Die Kirchengemeinde gehört zum Kirchenbezirk Vaihingen-Ditzingen der Evangelischen Landeskirche in Württemberg.

## Beschreibung
Die 1439 gebaute Saalkirche besteht aus einem Langhaus und einem dreiseitig geschlossenen, von zwei Strebepfeilern gestützten Chor im Nordosten, zwischen denen der Kirchturm steht, im Kern einem Chorturm aus dem 13. Jahrhundert. Nach einem Brand von 1693 wurde der Kirchturm wiederhergestellt und mit einem achteckigen Geschoss aufgestockt, das die Turmuhr und den Glockenstuhl mit vier Kirchenglocken beherbergt, und 1887/89 mit einer Glockenhaube bedeckt. Ferner wurde das Langhaus 1694–1707 neu errichtet und später nach Südwesten verlängert. 1910 musste der Chor wegen mangelnder Standfestigkeit gesichert werden, wodurch sein Innenraum völlig verbaut wurde.
Die 1743 von Johann Christoph Herzer gebaute und 1999 restaurierte Orgel stand zunächst auf der Empore. Sie wurde 1910 bei der Renovierung auf den Fußboden des Chors gestellt.